# Netomocera nigra
Netomocera nigra är en stekelart som beskrevs av Sureshan och T.C. Narendran 1990. Netomocera nigra ingår i släktet Netomocera och familjen puppglanssteklar. Inga underarter finns listade i Catalogue of Life.